# Герой должен быть один
«Герой должен быть один» — роман, написанный в 1995 году Генри Лайоном Олди (Олегом Ладыженским и Дмитрием Громовым). Представляет собой переосмысление древнегреческих мифов о Геракле, построенное на реминисценции и принадлежащее, как утверждают сами Олди, к жанру «мифологического реализма». «Герой должен быть один» — первый роман Олди из «Ахейского цикла». Другой роман того же цикла, «Одиссей, сын Лаэрта», нельзя считать продолжением романа «Герой должен быть один» в полном смысле слова, хотя связь их несомненна.
Изначально как продолжение «Герой должен быть один» был задуман роман «Нам здесь жить», но опубликованная версия, написанная в соавторстве с Андреем Валентиновым, практически ничего общего с ним не имеет.

## Сюжет
Роман включает в себя две книги, действие в которых происходит до и после «академического», традиционного мифа о Геракле, за рамками этого мифа. Первая книга повествует о малоизвестном периоде жизни древнегреческого героя: от зачатия и до совершения им подвигов, описанных в мифах:23. У славного героя, тиринфского правителя Амфитриона, родились два сына: близнецы Алкид и Ификл. Один из них должен быть посвящён Гере, но кто именно? Это тайна, которую Амфитрион унёс с собой в могилу. Один из близнецов должен принять имя Геракл, другой — отойти в тень:8.
Во второй книге говорится о событиях, случившихся после совершения главным героем (по Олди — обоими близнецами) двенадцати подвигов. В этой книге Гераклу предстоит самое трудное деяние: победить самого себя, справиться с угнездившимся в его душе безумием. На юном Алкиде сходятся интересы олимпийцев, титанов, свергнутых в Тартар, и таинственных Павших, которые разделили участь старшего поколения бессмертных, а также интересы многих людей. Это приводит к тому, что Алкид и его брат-близнец Ификл оказываются заложниками чужих интриг:23.
В ходе решающей битвы противостоящие друг другу стороны разыгрывают свои «козырные карты» — и перед Алкидом воплощаются безумные кошмары, мучившие его все эти годы. Братья-близнецы и боги выигрывают битву, однако боги предают своих спасителей, испытывая страх перед их силой, и в Элладе происходит планомерное истребление героев:23.

## Персонажи
- Амфитрион Персеид — отец Алкида и Ификла. Его вполне можно считать главным героем романа. Потомок богов, человек гордый и жёсткий, он, не желая примириться с отведённой ему судьбой и богами ролью, способен на многое, в том числе поспорить с мраком Аида.
- Алкмена — жена Амфитриона, мать близнецов.
- Алкид — один из близнецов. Из-за того, что желающие восторжествовать над богами Одержимые Тартаром с рождения мальчика приносили ему человеческие жертвы, подвержен приступам безумия.
- Ификл — один из близнецов; единственный, способный удерживать брата во время приступов. Добровольно отказался от всякой славы в пользу брата, ради того чтобы молва (а значит, боги и Одержимые) не узнала, что героев — двое.
- Гермес — бог; стал воспитателем и другом близнецов-Амфитриадов. Один из наиболее запоминающихся персонажей: хитрец, шутник, пройдоха — и одновременно способен на искренние чувства и глубокую привязанность. Его также называют Пустышкой, Лукавым.
- Иолай — первый сын Ификла; он будет сопровождать близнецов, и его назовут Возничим Геракла.
- Эврит Ойхаллийский — глава Салмонеева Братства (группа Одержимых Тартаром), ученик Аполлона, превосходный лучник, басилей Ойхаллии. Антагонист: мечтая сравниться с богами, не останавливался ни перед чем. Будучи убит, несколько раз возвращался в мир живых.
- Ифит Ойхаллийский — сын Эврита, лучник, учитель близнецов, жертва Одержимых Тартаром (один из отцов Гигантов).
- Иола — дочь Эврита, жертва Одержимых Тартаром: после отправки на Флегры несколько повредилась умом (перестала разговаривать).
- Лаодамия — дочь басилея Акаста; с некоторых пор жена Иолая.
- Аид — старший сын Кроноса и Реи. Управляет Подземным царством — царством мёртвых. Никогда не покидает пределы своих владений. Олицетворяет собой тьму. Напрямую не участвует в делах Семьи (Олимпийских богов) и людей, но при этом оказывает большое влияние на судьбу Геи. Гермес называет его Старшим или Владыкой.

## Литературные особенности
Мифологический контекст авторы внедряют в контекст реальной истории, затрагивая при этом вечные вопросы. При этом роман выявляет особенности сознания человека конца XX века, глубоко осмысляющего проблемы онтологического и метафизического уровня — природы человека, его нравственного выбора и его ответственности за свои поступки, роли богов в жизни человека и пр.
В характере Геракла Олди обнаружили неожиданную глубину, сложность, противоречивость, но вместе с тем не очень отступили от античного канона. В древнем мифе соавторы смогли увидеть нечто близкое, личное — мотив двойничества, архетип близнецов. Двенадцать подвигов в романе не описаны, особое внимание авторы уделили обычной жизни Геракла: у них Геракл прежде всего не сын Зевса, не герой, которому присущи бесстрашие и огромная сила, а главным образом человек, жизни которого присущи все прихоти бытия; Ификл и Алкид показаны как страдающие, мечущиеся люди.
Проработав большое количество исторических и мифологических материалов, авторы сделали свою книгу очень познавательной. Язык романа — лёгкий, богатый, красивый:24. В романе «Герой должен быть один» присутствует сложное взаимодействие элементов эпоса и драмы, проявляющееся на разных художественных уровнях. Композиционное строение романа воспроизводит структуру античной драмы. Роман включает в себя две книги («Жертвы», «Жрецы»), их названия близки к тем, что представлены в сохранившихся с античного времени дидаскалиях. Структура романа включает в себя все обязательные компоненты древнегреческой трагедии: парод, эписодий, строфа, антистрофа, эпод, эксод, которые присутствуют в каждой из двух книг романа. Наличие таких компонентов имеет внутреннее смысловое назначение: стасимы и эписодии, как и остальные части текста, не тождественны друг другу в содержательном отношении. В частности, стасимы выполняют в романе функции, аналогичные таковым в классической античной трагедии (в том числе создание «фона», функция «медитации»). Стасимы в романе Олди представляют собой переходный элемент между эписодиями, в них отсутствует действие, лишь происходит диалог малоактивных персонажей, делающих выводы из предыдущих эписодий и совершающих решения, влияющие на развитие следующего эписодия. 
По данным компьютерного анализа интернет-портала «Лаборатория Фантастики», доля диалогов в романе «Герой должен быть один» намного выше по сравнению с другими фэнтезийными произведениями Олди 1990-х годов. В некоторых частях книги — в стасимах — текст состоит из диалогов. Диалогичность в романе Олди — одна из значимых составляющих проявления связи этого прозаического произведения с театром, театральной игрой.

## Отзывы
Андрей Шмалько (Андрей Валентинов) отмечает:
Любой читатель, будь он даже знаток мифологии, получит истинное удовольствие от интерпретации титано-, гиганто- и прочих „махий“. Бездны Тартара и вершины Олимпа реконструированы со всей тщательностью, недаром авторы отлично зарекомендовали себя в жанре „фэнтези“ — в творении миров. Но книга хороша еще и тем, что в ней есть нечто более интересное, чем просто миры. В книге есть люди, и рискну заявить, что роман больше о людях, чем о богах.